# Brevennia tetrapora
Brevennia tetrapora är en insektsart som först beskrevs av Goux 1940.  Brevennia tetrapora ingår i släktet Brevennia och familjen ullsköldlöss.
Artens utbredningsområde är Frankrike. Inga underarter finns listade i Catalogue of Life.